# Žižkův dub (Borohrádek)

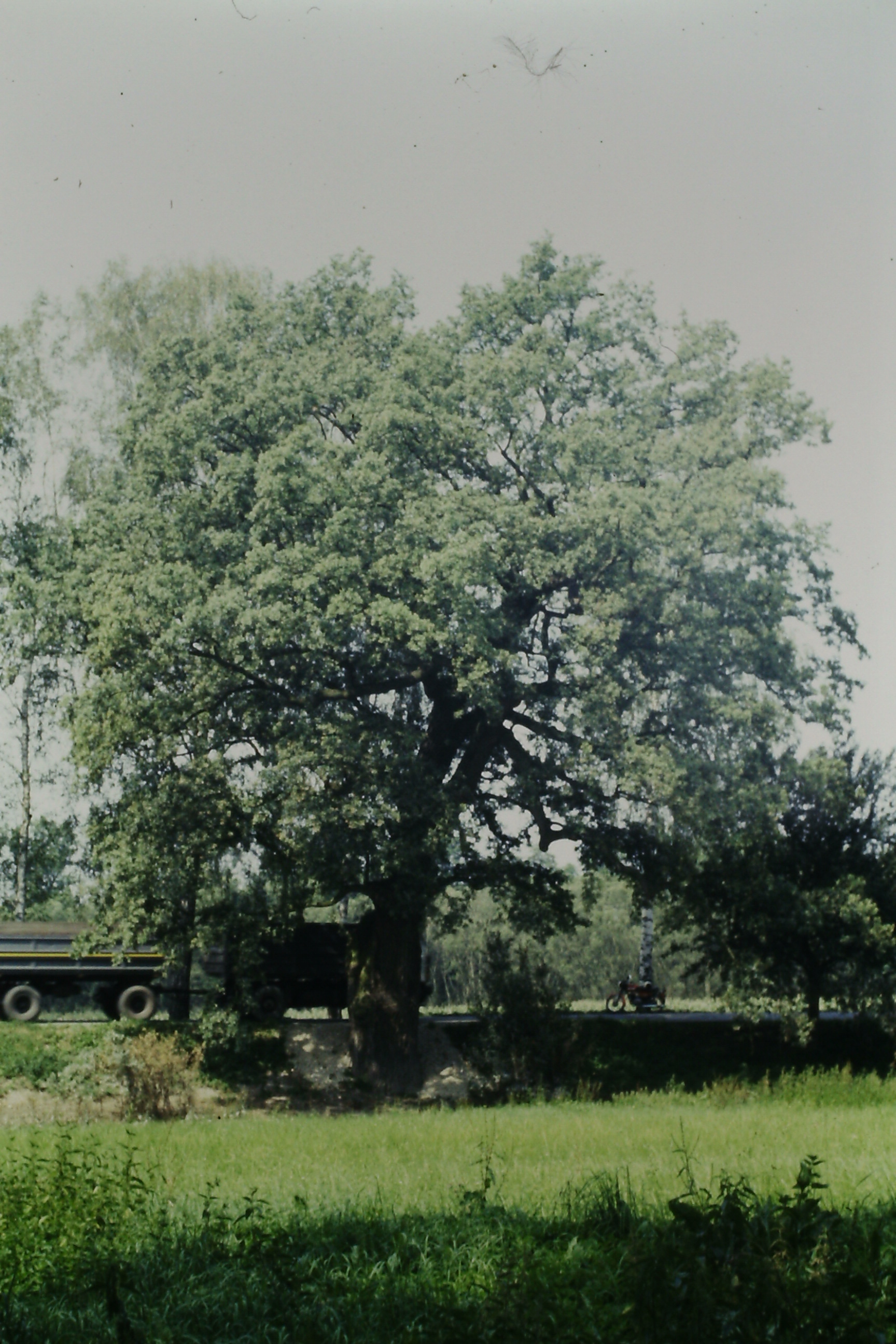
Bývalý Žižkův dub u Borohrádku 14.8.1997 (2)

Žižkův dub u Borohrádku (také známý jako dub u Borohrádku) byl starý památný strom v Rychnovském okrese. Neobvyklý byl především tvar koruny, následek blesku, který strom zasáhl v první polovině 20. století. Dub již neexistuje, v místě lze najít jen pozůstatky pařezu, zanikl 19. 1. 2007 v důsledku řádění bouře Kyrill.

## Základní údaje
- název: Žižkův dub u Borohrádku, dub u Borohrádku
- obvod: 557 cm (1940)[1], 625 cm (1993)[2]
- věk: 450-500 let (1940)[1]
- chráněn: již v první polovině 20. století
- památný strom ČR: ?
- umístění: kraj Královéhradecký, okres Rychnov nad Kněžnou, obec Borohrádek

Dub rostl v zatáčce u silnice mezi Borohrádkem a Šachovem. Roku 1929 zničil blesk polovinu koruny, po léta bylo patrné zuhelnatění na kmenu. V roce 1940 František Hrobař po prohlídce stromu konstatoval, že i přes toto poškození může ještě dlouho žíti. Část koruny, která zůstala, vypadala, jako by se odkláněla od silnice. Strom byl chráněn už v první polovině 20. století Okresní silniční správou v Rychnově nad Kněžnou, která ho vykoupila od předchozího majitele. V registru památných stromů AOPK ČR uveden není, ale v projektu Záchrana genofondu památných stromů z roku 1998 je jako památný veden.

## Historie a pověsti
Pod tímto dubem prý tábořil Jan Žižka, který tu bojoval proti pánům z Opočna. Palacký uvádí, že husité bojovali s opočenskými pány neznámo kde, ale podle slov někdejšího řídícího učitele Františka Petra z Malé Čermnné se tak zřejmě stalo právě u Šachova na poli, kde se nacházejí koňské lebky, podkovy, husitské šípy a kopí. Teoreticky tato možnost reálná je, protože písemné zmínky o místní tvrzi Hrádek (později spojené s osadou Bor) sahají do roku 1342.